# Val McDermid

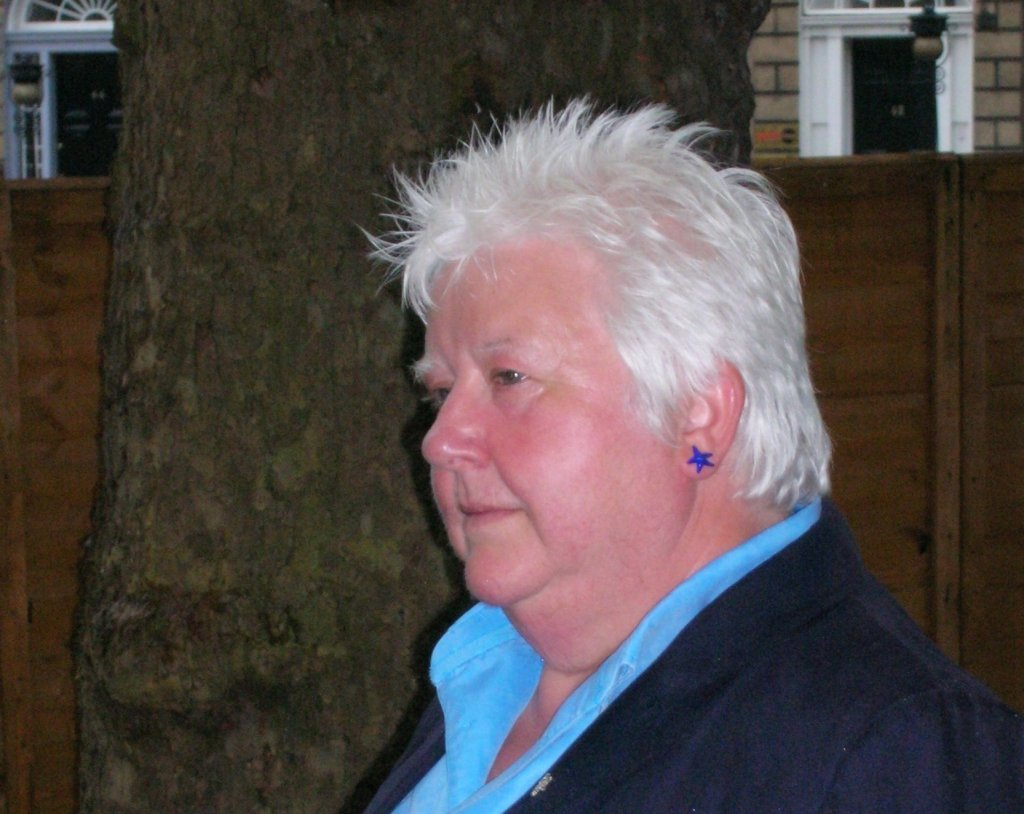
Val McDermid (2007)

Val McDermid (* 4. Juni 1955 in Kirkcaldy) ist eine schottische Kriminalautorin.

## Leben
McDermid wuchs am Firth of Forth unweit der schottischen Hauptstadt Edinburgh auf. Dort verbrachte sie viel Zeit bei ihren Großeltern im Bergbaudorf East Wemyss. Mit 17 Jahren besuchte sie das Saint Hilda’s College an der Universität Oxford. Dort war sie die erste Studentin, die von einer staatlichen Schule in Schottland kam. Während des Studiums war sie Vorsitzende der Studentenvertretung. Nach dem Studienabschluss wurde sie Journalistin und war auch als Bühnenautorin erfolgreich.
Mit ihrem Sohn (* 2002), ihrer Lebensgefährtin und drei Katzen lebte sie jahrelang in Stockport im Ballungsraum von Manchester sowie in Alnmouth an der Küste des Northumberland im Nordosten Englands. 2014 zog sie zurück nach Schottland und lebt nun in Edinburgh.
McDermid war von 2014 bis 2022 Trikotsponsorin des schottischen Fußballvereins Raith Rovers, dessen Anhängerin sie seit ihren Kindheitstagen ist. Nachdem dieser den wegen Vergewaltigung vorbestraften Fußballprofi David Goodwillie verpflichtet hatte, zog sie sich aus dem Engagement zurück.
Sie war und ist eine Unterstützerin des Referendums über die Unabhängigkeit Schottlands.

## Werk
1987 publizierte sie Die Reportage, ihren ersten Roman.
McDermids bekannteste Figuren sind die lesbische Journalistin Lindsay Gordon (erste Reihe) und die Privatdetektivin Kate Brannigan (zweite Reihe). Eine dritte Reihe hat den Profiler Tony Hill und DI Carol Jordan als Hauptakteure und bildete die Vorlage zur Fernsehserie Hautnah – Die Methode Hill (Wire in the Blood, 2002–2008). Seit 2003 gibt es mit Karen Pirie eine vierte Figur mit einer eigenen Reihe. Pirie ist Detective Chief Inspector bei der schottischen Polizei und leitet die HCU, die Historic Cases Unit. In ihrer fünften Reihe führt McDermid im Jahr 2021 eine weitere Protagonistin ein: Allie Burns ist eine Journalistin, die kein Risiko scheut, um die Wahrheit ans Licht zu bringen, und dazu oft ihr Leben riskiert.
Val McDermid thematisiert immer wieder Homosexualität in ihren Romanen. Sie engagiert sich darüber hinaus für die Gleichstellung Homosexueller.

## Auszeichnungen
- 1995 CWA Gold Dagger für The Mermaids Singing
- 1998 Prix du Roman d’Aventures für Mauvais signes (= Starstruck)
- 2000 Barry Award – Bester britischer Kriminalroman für A Place of Execution
- 2001 Dilys Award für A Place of Execution
- 2001 Anthony Award für A Place of Execution
- 2001 Macavity Award – Best Novel für A Place of Execution
- 2004 Barry Award – Bester britischer Kriminalroman für The Distant Echo
- 2010 Cartier Diamond Dagger lifetime achievement award, höchste Auszeichnung der britischen Crime Writers’ Association (CWA) für das bisherige Lebenswerk eines Autors/ einer Autorin
- 2011 Barry Award – Kategorie Bester Taschenbuchroman für Fever of the Bone
- 2011 Lambda Literary Award für Fever of the Bone in der Kategorie Lesbian Mystery[3]
- 2016 Anthony Award für Forensics: What Bugs, Burns, Prints, DNA, and More Tell Us About Crime als Bestes Sachbuch
- 2018 Rheinbacher Glasdolch für das Gesamtwerk[4]
- 2024 Radio-Bremen-Krimipreis[5]

## Bibliografie

### Lindsay-Gordon-Serie
1. 1987: Report for Murder → Die Reportage, dt. von Sonja Hruby; Hamburg, Berlin: Argument 1990. ISBN 3-88619-513-9 → auch: Die Reportage; Neufassung der Übersetzung von Else Laudan; Hamburg: Argument 2007. ISBN 3-86754-003-9.
2. 1989: Common Murder → Das Nest, dt. von Sonja Hruby; Hamburg, Berlin: Argument 1991. ISBN 3-88619-521-X.
3. 1991: Final Edition → Der Fall, dt. von Sonja Hruby und Silvia Nemenz; Hamburg, Berlin: Argument 1992. ISBN 3-88619-533-3.
4. 1993: Union Jack → Der Aufsteiger, dt. von Elke Franz-Gaisser; Hamburg: Argument 1994. ISBN 3-88619-559-7.
5. 1996: Booked for Murder → Das Manuskript, dt. von Sabine Messner; Hamburg: Argument 1998. ISBN 3-88619-835-9.
6. 2003: Hostage to Murder → Die Geiselnahme, dt. von Sonja Finck; Hamburg: Argument 2003. ISBN 3-88619-873-1.

### Kate-Brannigan-Serie
1. 1992: Dead Beat → Mörderbeat in Manchester, dt. von Ute Tanner; Frankfurt am Main: Fischer 1994. ISBN 3-596-11711-9; auch: Abgeblasen, gleiche Übersetzung; Hamburg: Argument 1999. ISBN 3-88619-850-2.
2. 1993: Kick Back → Kickback, dt. von Brigitta Merschmann; Frankfurt am Main: Fischer 1995. ISBN 3-596-11712-7; auch: Luftgärten, gleiche Übersetzung; Hamburg: Argument 2000. ISBN 3-88619-854-5.
3. 1994: Crack Down → Crackdown, dt. von Brigitta Merschmann; Frankfurt am Main: Fischer 1995. ISBN 3-596-12747-5; auch: Skrupellos, gleiche Übersetzung; Hamburg: Argument 2000. ISBN 3-88619-856-1.
4. 1994: Clean Break → Clean Break, dt. von Brigitta Merschmann; Frankfurt am Main: Fischer 1997. ISBN 3-596-13154-5.
5. 1996: Blue Genes → Das Kuckucksei, dt. von Sabine Messner; Hamburg: Argument 1997. ISBN 3-88619-595-3.
6. 1998: Star Struck → Das Gesetz der Serie, dt. von Sabine Messner; Hamburg: Argument 1999. ISBN 3-88619-842-1.

### Tony-Hill-und-Carol-Jordan-Serie
1. 1995: The Mermaids Singing → Das Lied der Sirenen, dt. von Manes H. Grünwald; München: Droemer Knaur 1997. ISBN 3-426-60557-0.
2. 1997: The Wire in the Blood → Schlussblende, dt. von Klaus Fröbe; München: Droemer Knaur 1999. ISBN 3-426-60941-X.
3. 2002: The Last Temptation → Ein kalter Strom, dt. von Doris Styron; München: Droemer Knaur 2003. ISBN 3-426-62330-7.
4. 2004: The Torment of Others → Tödliche Worte, dt. von Doris Styron; München: Droemer Knaur 2005. ISBN 3-426-62912-7.
5. 2007: Beneath the Bleeding → Schleichendes Gift, dt. von Doris Styron; München: Droemer Knaur 2008. ISBN 978-3-426-50072-9.
6. 2009: Fever of the Bone → Vatermord, dt. von Doris Styron; München: Droemer Knaur 2010. ISBN 978-3-426-50726-1.
7. 2011: The Retribution → Vergeltung, dt. von Doris Styron; München: Droemer Knaur 2012. ISBN 978-3-426-51181-7.
8. 2013: Cross and Burn → Eiszeit, dt. von Doris Styron; München: Droemer Knaur TB 2014. ISBN 978-3-426-51519-8.
9. 2016: Splinter the Silence → Schwarzes Netz, dt. von Doris Stryron; München: Droemer Knaur TB 2017, ISBN 978-3-426-51967-7.
10. 2018: Insidious Intent → Rachgier, dt. von Doris Stryron; München: Droemer Knaur TB 2018, ISBN 978-3-426-52181-6.
11. 2019: How the Dead Speak → Der Knochengarten, München: Droemer Knaur TB 2020, ISBN 978-3-426-52491-6.

### Karen-Pirie-Serie
1. 2003: The Distant Echo → Echo einer Winternacht, dt. von Doris Styron. Droemer Knaur Verlag, München 2004, ISBN 3-426-19668-9 (Neuauflage 2020, ISBN 9783426307984).
2. 2008: A Darker Domain → Nacht unter Tag, dt. von Doris Styron. Droemer Knaur Verlag, München 2009, ISBN 978-3-426-19844-5.
3. 2014: The Skeleton Road → Der lange Atem der Vergangenheit, dt. von Doris Styron. Droemer Verlag, München 2015, ISBN 978-3-426-28134-5.
4. 2016: Out of Bounds → Der Sinn des Todes, dt. von Doris Styron. Droemer Verlag, München 2017, ISBN 978-3-426-28182-6.
5. 2018: Broken Ground → Das Grab im Moor, dt. von Ute Brammertz. Droemer Verlag, München 2020, ISBN 978-3-426-28223-6.
6. 2020: Still Life → Ein Bild der Niedertracht, dt. von Kirsten Reimers. Droemer Verlag, München 2021, ISBN 978-3-426-28268-7.
7. 2023: Past lying → Die Gabe der Lüge, dt. von Karin Diemerling. Droemer Verlag, München 2024, ISBN 978-3-426-44801-4.

### Allie-Burns-Reihe
1. 2021: 1979 → 1979 – Jägerin und Gejagte, dt. von Kirsten Reimers. Knaur Verlag, München 2022, ISBN 978-3-426-52882-2.
2. 2022: 1989 → 1989 – Wahrheit oder Tod, dt. von Kirsten Reimers. Knaur Verlag, München 2023, ISBN 978-3-426-52984-3.

### Andere
- 1994: A Suitable Job for a Woman – Inside the World of Women Private Eyes (Reportagen)
- 1999: A Place of Execution → Ein Ort für die Ewigkeit. Droemer Knaur Verlag, München 2000, ISBN 3-426-19534-8.
- 2000: Killing the Shadows → Die Erfinder des Todes, dt. von Doris Styron. Droemer Knaur Verlag, München 2001, ISBN 3-426-19567-4.
- 1997: The Writing on the Wall → Abgekupfert (Crime Stories), dt. von Doris Styron. Droemer Knaur Verlag, München 2002, ISBN 3-426-62092-8.
- 2005: Stranded (Erzählungen)
- 2006: The Grave Tattoo → Das Moor des Vergessens, dt. von Doris Styron. Droemer Knaur Verlag, München 2006, ISBN 3-426-19735-9.
- 2010: Trick of the Dark → Alle Rache will Ewigkeit, dt. von Doris Styron. Droemer Knaur Taschenbuchverlag, München 2011, ISBN 978-3-426-50993-7.
- 2012: The Vanishing Point → Der Verrat, dt. von Doris Styron. Droemer Knaur Verlag, 2013, ISBN 978-3-426-19969-5.
- 2014: Northanger Abbey → Northanger Abbey, dt. von Doris Styron. Harper Collins, Hamburg 2016, ISBN 978-3-95967-018-0.
- 2022:  The Second Murder at the Vicarage  in  Marple, Twelve New Mysteries S. 33–52, Harper Collins, New York, ISBN 978-0-06-313605-2.

## Hörbücher (Auszug)
- 2004: Echo einer Winternacht, Lübbe Audio Bergisch Gladbach ISBN 978-3-7857-1440-9 (gekürzt, 5 CDs gelesen von Dietmar Bär 354 Min.)
- 2006: „Ein Ort für die Ewigkeit“, Random House Audio ISBN 978-3-86604-182-0 (4 CDS gelesen von Hannelore Hoger)
- 2008: Moor des Vergessens, Argon Verlag Berlin ISBN 978-3-86610-445-7 (6 CDs gelesen von Dietmar Bär 463 Min.)
- 2009: Nacht unter Tag, Argon Verlag Berlin ISBN 978-3-86610-637-6 (6 CDs gelesen von Andrea Sawatzki 443 Min.)
- 2012: Vatermord, Knaur Der Hörverlag (als Downloadversion, gelesen von Stefan Wilkening 949 Min.)
- 2012: Alle Rache will Ewigkeit, Argon Verlag Berlin ISBN 978-3-8398-1128-3 (6 CDs gelesen von Andrea Sawatzki 437 Min.)